# Juan Cid de Santo Domingo
Juan Martínez Cid de Santo Domingo (Manzanal de los Infantes, Zamora, 1577 - Suzuta, Japón, 1619) fue un presbítero de la Orden de Predicadores.

## Biografía
Nació en Manzanal de los Infantes, en Zamora, España. Ingresó en el convento de los dominicos de San Esteban de Salamanca y allí hizo su profesión religiosa en 1594. Deseaba ser un misionero y fue nombrado sacerdote en Sevilla en 1601, cuando fue destinado hacia las Filipinas pasando por México. Ejerció su ministerio en el barrio de Binondo, Manila. Fue destinado a Japón en 1618, y le encomendaron de partir desde ese lugar hasta Corea. Cuando el buque estuvo listo decidieron partir, pero les negaron el permiso por razones desconocidas.
Juan decidió quedarse en el Japón y para pasar desapercibido tuvo que disfrazarse de un mercader español. Junto con el dominico Angelo Ferrer Orsucci tuvo que huir de casa en casa, buscando un lugar para quedarse. En 1618 descubrieron la casa donde residía, lo maniataron y lo condujeron ante el gobernador de Nagasaki. Vestido con el hábito dominico, confesó ante el juez su identidad religiosa y fue encerrado dentro de la cárcel de Suzuta donde enfermó y murió. Sus restos fueron quemados y arrojados al mar, pero el padre Francisco Morales recuperó los huesos y los envió a Manila. Fue beatificado por el papa Pío IX (7 de julio de 1867). Su fiesta se celebra el 10 de septiembre.